# La Jolla (U-Boot)
Die La Jolla ist ein ehemaliges Atom-U-Boot der Los-Angeles-Klasse im Dienst der United States Navy. Während ihrer aktiven Dienstzeit trug sie die Schiffskennung SSN-701, nach ihrer Außerdienststellung ist sie ein Ausbildungsboot mit der Schiffskennung MTS-701.

## Geschichte
Die La Jolla wurde am 11. August 1979 auf der Werft von Electric Boat vom Stapel gelassen. Das Boot wurde von der Ehefrau von Bob Wilson auf den Namen der kalifornischen Stadt La Jolla getauft. In Dienst gestellt wurde sie am 30. September 1981, der Kapitän war Captain James R. Long. Im Jahre 2000 wurde die USS La Jolla umgebaut, damit sie Dry Deck Shelter transportieren kann.
Ende 1982 kollidierte die USS La Jolla, die auf Periskoptiefe fuhr, mit der sich an der Oberfläche befindlichen USS Permit. Die USS La Jolla erlitt Schäden am Ruder, der USS Permit wurde ein 3 mal 1 Meter langer Streifen in den Rumpf geritzt. Am 11. Februar 1998 rammte die USS La Jolla neun Seemeilen vor Jinhae, Südkorea einen 27-Tonnen-Fischtrawler. Das Fischereifahrzeug sank innerhalb kurzer Zeit. Die fünf Besatzungsmitglieder wurden von der USS La Jolla gerettet.
Bis zum 23. August 2004 befand sich die USS La Jolla auf einer sechsmonatigen Einsatzfahrt im Pazifik. Währenddessen lief sie Häfen in Korea, Japan, Singapur, Saipan und Guam an. Außerdem nahm sie an fünf internationalen Übungen teil.
2009 wurde die USS La Jolla in der Pearl Harbor Naval Shipyard überholt. 2011 wurde sie in den Westpazifik und Indischen Ozean verlegt.
La Jolla wurde 2019 aus dem Schiffsregister gestrichen. Im Norfolk Naval Shipyard wurde sie 2016 bis 2019 zum Reaktor-Ausbildungsboot umgerüstet. La Jolla wird als ein moored training ship mit der Schiffskennung MTS-701 von der Naval Nuclear Power Training Unit in Charleston betrieben und liegt Stand 2025 zusammen mit MTS-711 (ehem. San Francisco) und MTS-626 (ehem. Daniel Webster) in Goose Creek, South Carolina.